# Hypercompe proxima
Hypercompe proxima är en fjärilsart som beskrevs av Charles Oberthür 1881. Hypercompe proxima ingår i släktet Hypercompe och familjen björnspinnare. Inga underarter finns listade i Catalogue of Life.